# La mansión de los muertos vivientes
La mansión de los muertos vivientes è un film del 1982 diretto da Jesús Franco (come Jess Franco).
È stato girato nel 1982 nella Gran Canaria. L'hotel nel quale si svolge gran parte dell'azione è l'Hotel Tropical.
Il film racconta una storia di templari che - stando allo stesso regista - non ha alcun rapporto con quelle tipiche dei film dei "Resuscitati ciechi" diretti da Amando de Ossorio, di cui per altro tentò di sfruttare il successo commerciale.

## Numero del deposito legale
Il film è depositato con il numero M - 36.428 - 82

## Edizioni DVD
La mansión de los muertos vivientes è stato pubblicato in DVD negli USA dalla Severin Films il 31 ottobre 2006, con il titolo Mansion of the Living Dead, nel formato panoramico originale e utilizzando un nuovo master ricavato dal negativo (regione 0). Gli extra contengono un'intervista di 19 minuti al regista e a Lina Romay (The Mansion Jess Built) diretta da Roger Browning.